# Faculdade privada
Faculdade privada ou particular é uma instituição de ensino superior com a natureza de faculdade, criada por um ente privado como uma empresa, uma cooperativa, uma fundação privada, ou uma associação.

## Regime jurídico
As normas legais a que as faculdades privadas estão sujeitas variam de país para país.
Em Portugal as regras a que as universidades privadas, bem como as restantes instituições de ensino superior privadas estão sujeitas, encontram-se fixadas pela Lei de Bases do Sistema Educativo e pelo Regime Jurídico das Instituições de Ensino Superior.